# Чрна Вас
Чрна Вас (словен. Črna vas) је насељено место у оквиру градске општини Љубљана, Средњесловенска регија, Словенија.

## Историја
До територијалне реорганизације у Словенији била је у саставу града Љубљане, односно старе општине Вич–Рудник.

## Територијална организација и припадност насеља
| Schwarzdorf / Чрна вас | Schwarzdorf / Чрна вас                      | Schwarzdorf / Чрна вас                                 | Schwarzdorf / Чрна вас                                   |
| Пописна година         | Држава/Крунска земља                        | Статутарни град / Градски округ                        | Насеља и делови насеља (број становника)                 |
| ---------------------- | ------------------------------------------- | ------------------------------------------------------ | -------------------------------------------------------- |
| 1869                   | Аустроугарска, Аустријско царство / Крањска | Љубљана / Тирнау Ворстадт, предграђе Тернов            | Није посебно наведено                                    |
| 1880                   | Аустроугарска, Аустријско царство / Крањска | Љубљана / Шварцдорф (предграђе), Черна вас (предграђе) | Шварцдорф / Черна вас (249)                              |
| 1890                   | Аустроугарска, Аустријско царство / Крањска | Љубљана / В. Ворорте, предграђе                        | Шварздорф / Чрна вас (Ворорт, приградско подручје) (295) |
| 1900                   | Аустроугарска, Аустријско царство / Крањска | Љубљана / 5. Ворорте (предграђе)                       | Шварцдорф / Чрна вас (270)                               |
| 1910                   | Аустроугарска, Аустријско царство / Крањска | Љубљана / 5. Ворорте (предграђе)                       | Није посебно наведено                                    |
| Чрна вас               |                                             |                                                        |                                                          |
| Пописна година         | Држава/Округ, Бановина                      | Жупанија (округ, округ) / општина                      | Насеља и делови насеља (број становника)                 |
| 1921                   | Краљевина СХС                               |                                                        |                                                          |
| 1931                   | Краљевина Југославија / Бановина Драва      |                                                        |                                                          |
| Чрна вас               |                                             |                                                        |                                                          |
| Пописна година         | Држава / Република                          | Жупанија (округ, округ) / општина                      | Насеља и делови насеља (број становника)                 |
| 1948                   | ФНРЈ / НР Словенија                         | Љубљана, град / Регион Вич–Раковник                    | Чрна вас (349)                                           |
| 1953                   | ФНРЈ / НР Словенија                         | Љубљана, град / Љубљана                                | Чрна вас (344)                                           |
| 1961                   | ФНРЈ / НР Словенија                         | Љубљана / Вич–Рудник                                   | Чрна вас (363)                                           |
| 1971                   | СФРЈ / СР Словенија                         | Град Љубљана / Вич–Рудник                              | Чрна вас (315)                                           |
| 1981                   | СФРЈ / СР Словенија                         | Град Љубљана / Вич–Рудник                              | Чрна вас (348)                                           |
| 1991                   | СФРЈ / СР Словенија                         | Град Љубљана / Вич–Рудник                              | Чрна вас (419)                                           |
| Чрна вас               |                                             |                                                        |                                                          |
| Пописна година         | Држава                                      | општина                                                | Насеља и делови насеља (број становника)                 |
| 2002                   | Словенија                                   | Градска општина Љубљана / Градски округ Рудник         | Чрна вас (600)                                           |
| 2011                   | Словенија                                   | Градска општина Љубљана / Градски округ Рудник         | Чрна вас (817)                                           |
| 2021                   | Словенија                                   | Градска општина Љубљана / Градски округ Рудник         | Чрна вас (1.078)                                         |

Напомена: Ознака n/p значи да нема података или да информација није наведена.

## Становништво
На попису становништва из 2021. године, Чрна вас је имала 1.078 становника.
| Број становника према пописима | Број становника према пописима | Број становника према пописима | Број становника према пописима | Број становника према пописима | Број становника према пописима | Број становника према пописима | Број становника према пописима | Број становника према пописима | Број становника према пописима | Број становника према пописима | Број становника према пописима | Број становника према пописима | Број становника према пописима | Број становника према пописима | Број становника према пописима |
| ------------------------------ | ------------------------------ | ------------------------------ | ------------------------------ | ------------------------------ | ------------------------------ | ------------------------------ | ------------------------------ | ------------------------------ | ------------------------------ | ------------------------------ | ------------------------------ | ------------------------------ | ------------------------------ | ------------------------------ | ------------------------------ |
| 1869                           | 1880                           | 1890                           | 1900                           | 1910                           | 1921                           | 1931                           | 1948                           | 1953                           | 1961                           | 1971                           | 1981                           | 1991                           | 2002                           | 2011                           | 2021                           |
| -                              | 249                            | 295                            | 270                            | -                              |                                |                                | 349                            | 344                            | 363                            | 315                            | 348                            | 419                            | 600                            | 817                            | 1.078                          |

Напомена: Године 1869. и 1910. године није посебно наведено. Године 1880. исказивано под именом Черна вас. Подаци 1869. и 1910. године садржане су у насељу Љубљана.

### Етнички, језички и верски састав

#### Аустроугарска

##### Језички и верски састав
| Година пописа | укупно | Словеначки језик |
| ------------- | ------ | ---------------- |
| 1869          | n/p    | n/p              |
| 1880          | 249    | n/p              |
| 1890          | 295    | n/p              |
| 1900          | 270    | n/p              |
| 1910          | n/p    | n/p              |

| Година пописа | укупно | Римокатолици |
| ------------- | ------ | ------------ |
| 1869          | n/p    | n/p          |
| 1880          | 249    | n/p          |
| 1890          | 295    | n/p          |
| 1900          | 270    | n/p          |
| 1910          | n/p    | n/p          |

Напомена: Ознака n/p значи да нема података или да информација није наведена. Подаци су збирно садржани у насељу Љубљана.

#### ФНР/СФР Југославија

##### Национални састав
| Чрна вас                                                         | Чрна вас                                                                                       | Чрна вас |
| ---------------------------------------------------------------- | ---------------------------------------------------------------------------------------------- | --- |
| 1961. године                                                     | 1971. године                                                                                   | 1981. године |
| укупно 363 Словенци 361 (99,44%) Хрвати 1 (0,27%) Срби 1 (0,27%) | укупно: 315 Словенци 308 (97,77%) Хрвати 4 (1,26%) Срби 2 (0,63%) остали и непознато 1 (0,31%) | укупно: 348 Словенци 308 (94,25%) Муслимани 7 (2,01%) Срби 7 (2,01%) Југословени 2 (0,57%) Црногорци 1 (0,28%) Македонци 1 (0,28%) остали и непознато 2 (0,57%) |

## Галерија
- Томажева кућа
- поток Фарјевец